# Nerviusok
A nerviusok (latinosan Nervii) az egyik leghatalmasabb belga törzs volt a Schelde folyótól keletre északkelet Galliában a Kr. e. 1. században. Létrejöttüknek és pusztulásuk pontos időpontja ismeretlen. A nerviusok a legharciasabb belga törzsek egyike. 
Kultúrájuk spártai volt, szándékosan nem fogyasztottak alkoholt és egyéb hasonló luxuscikket, mert úgy gondolták az elmének tisztának és bátornak kell maradnia. A fennmaradt források azt bizonyítják, hogy semmi fajta kereskedést nem folytattak, ami arra enged következtetni, hogy nem használtak pénzt és valószínűleg nem volt gazdag, fejlett nép.
A nerviusok annak a belga szövetségnek a tagjai voltak, amely ellenállt Julius Caesarnak Kr. e. 57-ben. A szövetség felbomlása után néhány törzs megadta magát, a nerviusok Boduognatus vezetése alatt valamint atrebasok és viromanduusok segítségével nagyon közel kerültek Caesar legyőzéséhez. Elrejtőztek az erdőben, és megtámadták a közeledő római csapatokat a Selle folyónál (a mai Észak-Franciaországban). Támadásuk annyira meglepetésszerű volt, hogy néhány rómainak még arra sem volt ideje, hogy akár a sisakját feltegye. A meglepetés ereje védtelenné tette a rómaiakat. De Caesar pajzsot ragadott, a csapatok elejére vonult, és rendezte sorait. Két légió, akik hátul őrizték a szállítmányt, szintén előre nyomultak, és segítettek a csata kimenetelét eldönteni. Caesar azt mondta, a nerviusok szinte teljesen megsemmisültek a csatában és bátorságukért megérdemlik, hogy hősöknek nevezzék őket.
Amikor az eburók Ambiorix vezetésével Kr. e. 53-ban fellázadtak, a megmaradt nerviusok a felkeléshez csatlakoztak, és Quintus Tullius Cicero légióját ostromolták egészen addig, míg Caesar személyesen ki nem mentette a római csapatokat.
A nerviusok fővárosa Bagacum (Bavay) volt.
Minden fent említett adat Julius Caesar A gall háború című művéből származik.